# Cratere Masina
Masina è un cratere lunare di 1,4 km situato nella parte sud-orientale della faccia visibile della Luna.